# Мунозеро (деревня)

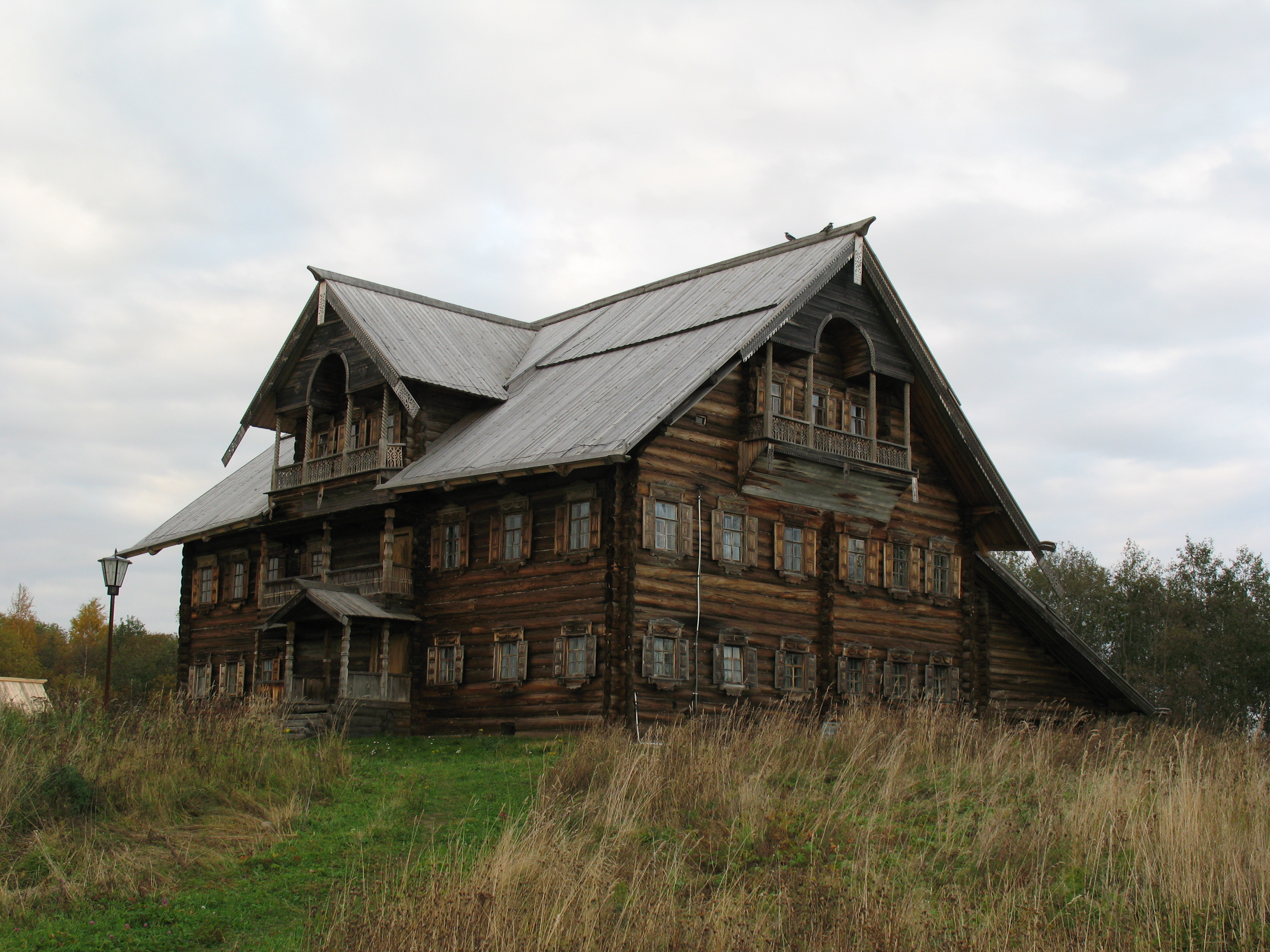
Жилой дом из деревни Мунозеро в музее-заповеднике «Кижи»

Му́нозеро (карел. Munjärvi, карел. Mundärvi, карел. Mund’ärvi) — деревня на берегу озера Мунозера в составе Петровского сельского поселения Кондопожского района Республики Карелия.

## Общие сведения
Расположена на берегу озера Мунозеро.

## Население
Численность населения в 1905 году составляла 56 человек.
| 2002 | 2009 | 2010 | 2013 |
| ---- | ---- | ---- | ---- |
| 5    | ↘4   | ↗6   | ↘4   |

## Интересные факты
Памятник архитектуры второй половины XIX века — жилой дом Сергина из деревни Мунозеро был перенесен в музей-заповедник «Кижи».

## Известные уроженцы
- Левкин, Иван Иванович (1903—1974) — композитор, поэт, Заслуженный артист Карело-Финской ССР (1949), заслуженный работник культуры РСФСР.
- Никольская, Роза Фёдоровна (1927—2009) — советский и российский учёный-этнограф.